# قائمة جوائز وترشيحات مسلسل أصدقاء
فريندز هو مسلسل كوميديا الموقف أمريكي من تأليف كل من ديفيد كرين ومارتا كوفمان على قناة إن بي سي. وهو من بطولة جينيفر أنيستون في دور رايتشل غرين، كورتني كوكس في دور مونيكا غيلر، ليزا كودرو في دور فيبي بوفيه، مات ليبلانك في دور جوي تريبياني، ماثيو بيري في دور تشاندلر بينغ، وديفيد شويمر في دور روس غيلر، عرض لأول مرة في 22 سبتمبر 1994، كجزء من التشكيلة التلفزيونية للقناة «ما يجب مشاهدته في التلفزيون». بثت الحلقة الأخيرة في 6 مايو 2004، بعد 10 مواسم و 236 حلقة. يتتبع المسلسل الحياة الشخصية والمهنية لهذه الشخصيات في مدينة نيويورك. «يدور [المسلسل] حول الصداقة لأنه عندما تكون عازبًا وفي المدينة يكون أصدقاؤك هم عائلتك» وفقًا لتصور كوفمان وكرين الأصلي للمسلسل. حقق المسلسل نجاحًا هائلاً أثناء عرضه وبعده، وكثيراً ما يتم وصفه كواحد من أفضل المسلسلات التلفزيونية في التاريخ.
فاز فريندز بجائزة الإيمي برايم تايم لأفضل مسلسل كوميدي في حفل جوائز جوائز إيمي برايم تايم الرابع والخمسين في عام 2002 عن موسمه الثامن، والذي تزامن مع العام الذي كان فيه المسلسل أكثر البرامج مشاهدة في الولايات المتحدة. وتلقى 5 ترشيحات إضافية لجائزة الإيمي برايم تايم لأفضل مسلسل كوميدي أثناء عرضه. قدم جميع أعضاء فريق التمثيل الرئيسي أنفسهم لترشيح أفضل ممثل مساند في حفلات الإيمي حتى عام 2002 عندما قدموا أنفسهم لترشيح الممثل الرئيسي. فازت ليزا كودرو بجائزة إيمي برايم تايم لأفضل ممثلة دور مساند في مسلسل كوميدي في حفل توزيع جوائز الإيمي برايم تايم الخمسون في عام 1998، بينما فازت جينيفر أنيستون بجائزة إيمي برايم تايم لأفضل ممثلة في دور رئيسي في مسلسل كوميدي عام 2002؛ تلقى كل من مات لوبلان وماثيو بيري وديفيد شويمر أيضًا ترشيحات إيمي عن أدائهم. حصل المخرج مايكل ليمبيك على جائزة إيمي لإخراجه حلقة «الواحدة بعد السوبربول»، وفاز كل من الممثلين بروس ويليس وكريستينا أبلغيت بجائزة إيمي عن أدائهما كضيفي شرف.
كما تم الاعتراف بفريندز من قبل العديد من النقابات وجمعيات النقاد. فاز المسلسل بجائزتين اثنتين لنقابة ممثلي الشاشة - واحدة عن كل الممثلين وواحدة لكودرو - من أربعة عشر ترشيحًا. بالإضافة إلى ذلك، تلقى المسلسل ترشيحات لجائزة نقابة المخرجين الأمريكيين، واثنين من جوائز نقابة المنتجين الأمريكية، واثنين من جوائز نقابة الكتاب الأمريكية. ترشح المسلسل لعشر جوائز الغولدن غلوب وتسع جوائز ساتلايت، وفاز بواحدة من كل من أداء أنيستون وكودرو، على التوالي. وترشح المسلسل لستة جوائز جمعية نقاد التلفزيون قبل استلام جائزة التراث لجمعية نقاد التلفزيون في عام 2018. وشهد العرض أيضًا نجاحًا كبيرًا من الجوائز التي اختارها الجمهور، حيث فاز بإحدى عشرة جائزة من جوائز خيار الشعب واثنتي عشرة جائزة اختيار المراهقين. فاز المسلسل على الصعيد الدولي ب«جائزة تلفزيون الأكاديمية البريطانية» وثلاث «جوائز لوجي» وحصل على ترشيحات ل«جائزتي بانف روكي» وجائزة الكوميديا البريطانية وثماني «جوائز التلفزيون الوطنية».